# El quadern d'en Noah
El quadern d'en Noah (original: The Notebook) és una pel·lícula de drama romàntic estrenada l'any 2004 dirigida per Nick Cassavetes, produïda per Mark Johnson i Lynn Harris, i protagonitzada per Ryan Gosling (Noah Calhoun) i Rachel McAdams (Allie Hamilton). El llargmetratge ensenya la història d'amor de dos adolescents de diferents classes socials als anys 40; dècades més tard, un home anomenat Duke (James Garner) explica aquesta història en una residència d'ancians a una dona malalta de demència. Està doblada al català.
La pel·lícula està basada en la novel·la d'èxit The Notebook de l'escriptor nord-americà, Nicholas Sparks, autor d'altres novel·les com El missatge en una ampolla. La pel·lícula va rebre 12 premis i 3 nominacions.
La pel·lícula parla d'oportunitats perdudes, sobre el fer-se gran i el poder de l'amor durador. Nick Cassavetes dirigeix el guió de Jeremy Leven. El film no va rebre cap nominació ni pels Globus d'Or, ni pels Oscars, però va rebre sis Teen Choice Awards, entre altres premis.

## Argument
La història es desenvolupa en els anys 40. Una noia anomenada Allie va a la ciutat costanera de Seabrook Island a l'estat de Carolina del Sud per passar l'estiu amb la seva família i allunyar-se de tot l'estrès de la ciutat. Hi coneix Noah, un noi ben plantat; els dos s'enamoren i viuen un veritable idil·li d'amor. Els pares d'Allie s'interposen i els separen. Noah envia cartes durant un any, cada dia, però ella mai les va respondre, perquè que la seva mare les va amagar totes.
Allie, a punt de casar-se amb un dels homes més importants de la ciutat, veu la fotografia de Noah en un diari, que li demostra que va complir la promesa que li va fer de reconstruir una vella casa. Els dubtes i records s'apoderen d'Allie i tot canvia en aquest moment. S'adona que encara l'estima amb totes les seves forces i que mai l'ha oblidat. Arriba la seva mare per buscar-la i ella li diu que sap la veritat sobre les cartes. Allie li explica tot al seu promès i ell la perdona, però li diu que ella és la que ha de decidir i ella decideix quedar-se amb qui li indica el seu cor.
Es casa amb Noah i té tres fills i una neta. Anys més tard, ell deixa la seva família i fa de la casa que va construir un asil on és atesa ella, que té Alzheimer i ell (Noah), ara l'ancià, que li llegeix aquest diari perquè recordi qui és ell per sempre. Ell l'acompanya fins als seus últims dies.

## Personatges

### Principals
- Noah Caulhoun: interpretat per Ryan Gosling. Un noi de ciutat, fresc i corrent. Treballador, encara mandrós, està conforme amb la seva vida tal com està fins ara. S'enamora d'Allie Hamilton en conèixer-la i es proposa fer que el sentiment sigui mutu sense importar el que li costi, sent aquest el factor que dona inici a la història.
- Allie Hamilton: interpretada per Rachel McAdams. Una noia de classe benestant amb un futur prometedor, que no sol involucrar-se amb joves que no puguin mantenir el seu estatus social. Es mostra esquerpa i burleta amb Noah al principi, però després dels persistents i directes intents del noi de captar la seva atenció, ella decideix donar-li l'oportunitat que la porti a una cita.
- Duke: interpretat per James Garner. Un home ja gran que viu en un asil. Té un quadern escrit a mà, que relata la història d'amor entre Noah i Allie. L'ancià li llegeix aquest llibre a una dona amb Alzheimer que també viu a l'asil.
- Sra Hamilton: interpretada per Gena Rowlands. Una dona que pateix Alzheimer que es troba viu al mateix asil que l'ancià Duke. Arran de la malaltia, ella no pot recordar res de la seva vida, i passa els seus dies passivament, trobant com a única emoció la història que el seu ancià company li llegeix.

### Secundaris
- Lon Hammond: interpretat per James Marsden. Un jove advocat, ric i ben plantat. Contacta amb l'Allie després de ser ferit a la Segona Guerra Mundial. Se sent atret per ella des d'un principi i quan ja es troba recuperat li demana de sortir junts.
- Anne Hamilton: interpretada per Joan Allen. És la mare de l'Allie. Des d'un principi es mostra en contra de la relació entre Noah i la seva filla, intentant separar-los cada vegada que se li presenta l'oportunitat.
- Marta Shaw: interpretada per Jaime Brown. Una vídua de guerra del poble veí amb què Noah passava les tardes intentant oblidar l'Allie.
- Sara Tuffington: La millor amiga d'Allie a Seabrook.
- John Hamilton: interpretat per David Thornton. És el pare d'Allie, un home ric i molt tranquil.
- Frank Caulhoun: interpretat per Sam Shepard. És el pare de Noah, gràcies al fet que ven la seva casa, Noah pot construir la casa que va prometre a l'Allie.
- Finn: L'amic d'infantesa de Noah, que mor a la Segona Guerra Mundial.
- Dr Barnwel: És el doctor de la residència que fa diverses revisions a Duke i atén a la senyora Hamilton.
- Infermera Echols: Una de les infermeres de les residències amb la qual Duke es porta molt bé.

## Diferències entre la pel·lícula i la novel·la
A la novel·la Noah i Allie es tornen a veure en 14 anys, a la pel·lícula 7.
A la novel·la Allie i Noah es van conèixer a l'estiu de 1932, mentre que a la pel·lícula va ser als anys 40.
A la novel·la Allie es convertiria en una artista internacional.
Noah li escriu a Allie 365 cartes, una cada dia, a la pel·lícula, mentre que en la novel·la li escriu una al mes durant un any.
A la novel·la el pare d'Allie és el que s'oposa a la relació, en canvi, a la pel·lícula és la mare.
A la pel·lícula Allie ja tenia promès abans de conèixer a Noah.
A la novel·la Finn estava enamorat d'Allie.

## Curiositats
Ryan Gosling construeix la taula de cuina que apareix a la pel·lícula per preparar el seu paper.
Els protagonistes de la pel·lícula es van enamorar a la vida real.
La fira de la pel·lícula, és la mateixa del film La Darrera Cançó, basat en un altre llibre de Nicholas Sparks i protagonitzada per Miley Cyrus.